# بربيت شابلني
بربيت شابلني (الاسم العلمي: Lybius chaplini) (بالإنجليزية: Chaplin's barbet)‏ هو نوع من الطيور يتبع جنس البربيت الأفريقي من الفصيلة البربيتية.